# الهجار (نخل)
الهجار منطقة سكنية تقع في ولاية نخل، التابعة لمحافظة جنوب الباطنة في سلطنة عمان. يقدر عدد سكانها بـ 299 نسمة حسب إحصاء عام 2010 التابع للمركز الوطني للإحصاء والمعلومات الحكومي. رمز المنطقة هو 70330292.

## الوصلات الخارجية
- المركز الوطني للإحصاء والمعلومات، سلطنة عمان